# Defendyzm
Defendyzm – pogląd uznający wojnę za zło, akceptujący jednocześnie rozbudowę własnego potencjału militarnego, którego celem jest zapobieżenie jej wybuchowi.
Cechą charakterystyczną tego nurtu jest postrzeganie systemu międzynarodowego w kategoriach nie tyle całkowitej anarchii, ile „zanarchizowanej społeczności międzynarodowej”, w której relacje międzypaństwowe określa stan równowagi sił i stabilizacji. Nie jest to stan na tyle idealny, żeby wyeliminować wojnę w ogóle. Tym samym nie jest ona aprobowana, ale zarazem nie jest też nieunikniona. Defendyzm można odnieść do stanu dwubiegunowej równowagi sił ładu pojałtańskiego, kiedy oba kraje, Związek Radziecki i Stany Zjednoczone, rozbudowały własne potencjały zbrojeniowe, stosując zasadę wzajemnego odstraszania (deterrence), której narzędziem była przede wszystkim broń nuklearna.
Według Lawrence'a Friedmana termin ten oznacza „zniechęcanie i odwodzenie kogoś od czegoś poprzez groźbę zastosowania siły, zapobieganie czemuś poprzez budzenie przerażenie bądź też powstrzymanie kogoś przed czymś poprzez potencjalne konsekwencje, jakie wywołać mogą jego czyny”. W przypadku obu supermocarstw mamy do czynienia z odstraszaniem jako defensywna strategia działania. Wojny i konflikty zbrojne ograniczyły się do co najwyżej do skali regionalnej, a dwie wielkie kryzysy międzynarodowe: koreański (1950–1953) i kubański (1962) nie zakończyły się bezpośrednią konfrontacją USA i ZSRR z wykorzystaniem broni nuklearnej.